# 松ケ崎 (柏市)
松ケ崎（まつがさき）は、千葉県柏市の地名。丁番を持たない単独町名。郵便番号は277-0835。

## 概要
柏市北部に位置し、高田の高田野鳥公園周辺に3か所、国道16号沿いの大山台と十余二の境（コジマ×ビックカメラ柏やイオンタウン松ヶ崎付近の国道16号を挟んだ向かい側）に1か所飛び地がある。

## 交通

### 鉄道
常磐線北柏駅が最寄り。

### 道路
- 国道16号

## 施設
- 柏警察署
- 千葉県立柏中央高等学校
- 柏市立柏第四小学校
- 柏自動車教習所
- イオンタウン松ヶ崎
- 覚王寺
- 松ヶ崎城跡 - 2004年7月1日に柏市文化財に指定された[2]。